# Circolo Austriaco

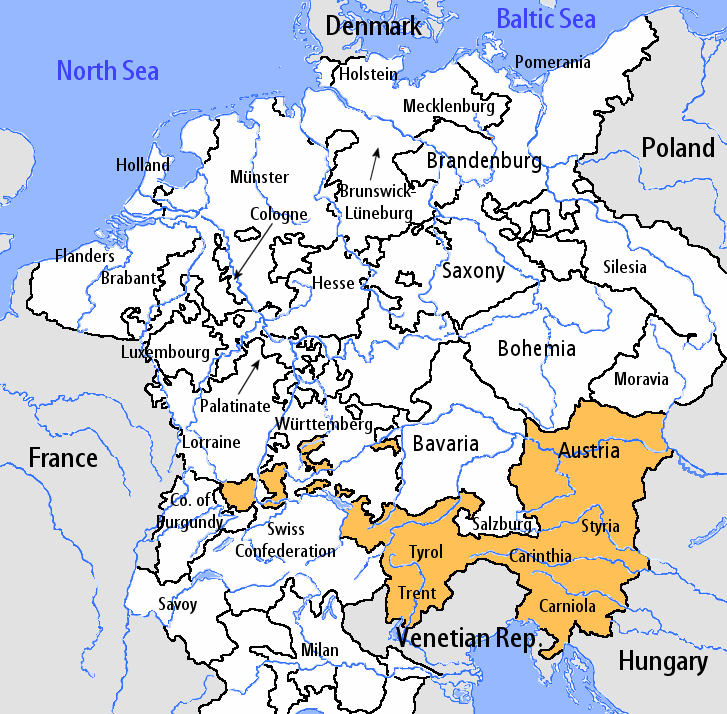
Mappa delle Province Imperiali all'inizio del XVI sec. La Provincia Austriaca è in arancio

La Provincia Austriaca fu un circolo imperiale (Reichskreis) del Sacro Romano Impero. Essa fu una delle quattro province create nel 1512, 12 anni dopo l'originale Reichsreform voluta dall'imperatore Massimiliano I con la quale aveva già creato le prime sei province (Circoli).

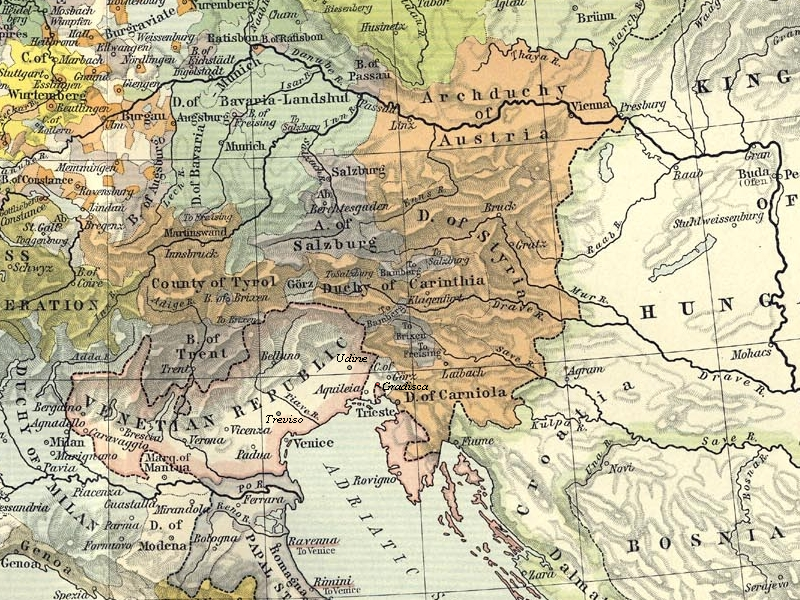
Domini austriaci degli Asburgo (arancione) attorno al 1477, William Robert Shepherd, 1911

La Provincia Austriaca comprendeva in gran parte le Erblande ("Terre Ereditarie") della famiglia Asburgo, i principati vescovili di Trento e Bressanone e Coira, e tre vassalli asburgici che gli imperatori avevano fornito di immediatezza imperiale. Gli appartenevano le exclaves del margraviato di Burgau sul Danubio, delle città danubiane austriache, di alcuni distretti sul lago di Costanza, del margraviato della Brisgovia nella Foresta Nera, la signoria di Tarasp dei principi Dietrichstein. Alla metà del XVIII secolo vi facevano parte come stati aventi diritto di voto al Reichstag: 3 vescovati, 3 principi, e l'imperatore stesso.
Confinava con il regno di Ungheria, la Moravia, la Boemia, i circoli di Baviera, Svevia e Alto Reno, il regno di Francia, la Svizzera, la Repubblica di Venezia.

## Composizione
La Provincia era composta dai seguenti stati:
| Stemma | Nome                          | Tipologia    | Note |
| ------ | ----------------------------- | ------------ | --- |
|        | Baliato all'Adige e nei Monti | Baliaggio    | Un gruppo di chiese gestite amministrativamente dall'Ordine Teutonico situato nell'attuale provincia di Bolzano. Faceva parte della commenda teutonica dell'Austria.                                        |
|        | Auersperg                     | Principato   | Tengen, in origine () un contado mediato, fu venduta dall’imperatore al principe von Auersperg per appoggiarvi l’88º seggio al Reichstag                                                                    |
|        | Austria                       | Arciducato   | all'imperatore come feudo allodiale; divisa in "sotto l'Enns" (Vienna) e "sopra l'Enns" (Linz); aveva il primo voto al Reichstag nel Banco ecclesiastico del Consiglio dei Principi.                        |
|        | Austria                       | Baliaggio    | Un gruppo di chiese amministrate dall'Ordine Teutonico. Gli appartenevano dieci commende e sette parrocchie.                                                                                                |
|        | Bressanone                    | Vescovato    | Aveva i baliaggi di Luson, Torre Gardena, Vandoies, Brunico, Anteselva, Tires, Braies, e le signorie di Tristach, Bistritz; aveva il 39° seggio al Reichstag                                                |
|        | Carinzia                      | Ducato       | agli arciduchi d'Austria |
|        | Carniola                      | Ducato       | agli arciduchi d'Austria; comprende il titolo di margravio d'Istria |
|        | Coira                         | Vescovato    | 51° seggio al Reichstag; possedeva le signorie di Fürstenberg e Wiesberg-Landeck; persi i feudi immediati passa dalla Svevia all’Austria nel 1720                                                           |
|        | Dietrichstein                 | Principato   | Baronia di Tarasp regalata dall’Austria a questa casata nel 1653 con l'85° seggio al Reichstag |
|        | Gorizia e Gradisca            | Contea       | agli arciduchi d'Austria |
|        | Liechtenstein                 | Principato   | omonima famiglia austriaca indipendente dal 1719 con il 92º voto al Consiglio dei Principi |
|        | Stiria                        | Ducato       | agli arciduchi d'Austria |
|        | Trento                        | Vescovato    | Aveva i vicariati della Val Lagarina, la valle dell'Adige, Termeno, col 37° seggio al Reichstag |
|        | Trieste                       | Città libera | Retta dagli arciduchi d'Austria |
|        | Tirolo                        | Contea       | Retta dagli arciduchi d'Austria; associava l'Austria Sveva, un gruppo di territori del Sud-Ovest della Germania (Altdorf, Leutkirchen Heide) con la Brisgovia, langraviato con capoluogo Friburgo (Vorland) |